# Marshall Hall
Marshall Hall, född 1790, död 1857, var en engelsk läkare (fysiolog).
Hall blev medicine doktor i Edinburgh 1812 och var 1812-14 läkare vid hospitalet där. År 1817 bosatte han sig som praktiserande läkare i Nottingham och flyttade 1826 till London. Han bedrev betydelsefull inom såväl allmän medicin som fysiologi. Han var den förste, som framhöll den elektriska undersökningens vikt för förlamningars diagnos och prognos. Viktigare än alla dessa arbeten är dock hans undersökningar över ryggmärgens fysiologi och reflexverksamheten. År 1853-54 företog han en resa i  USA vilken 1855 resulterade i en skrift.